# محطة شاملة

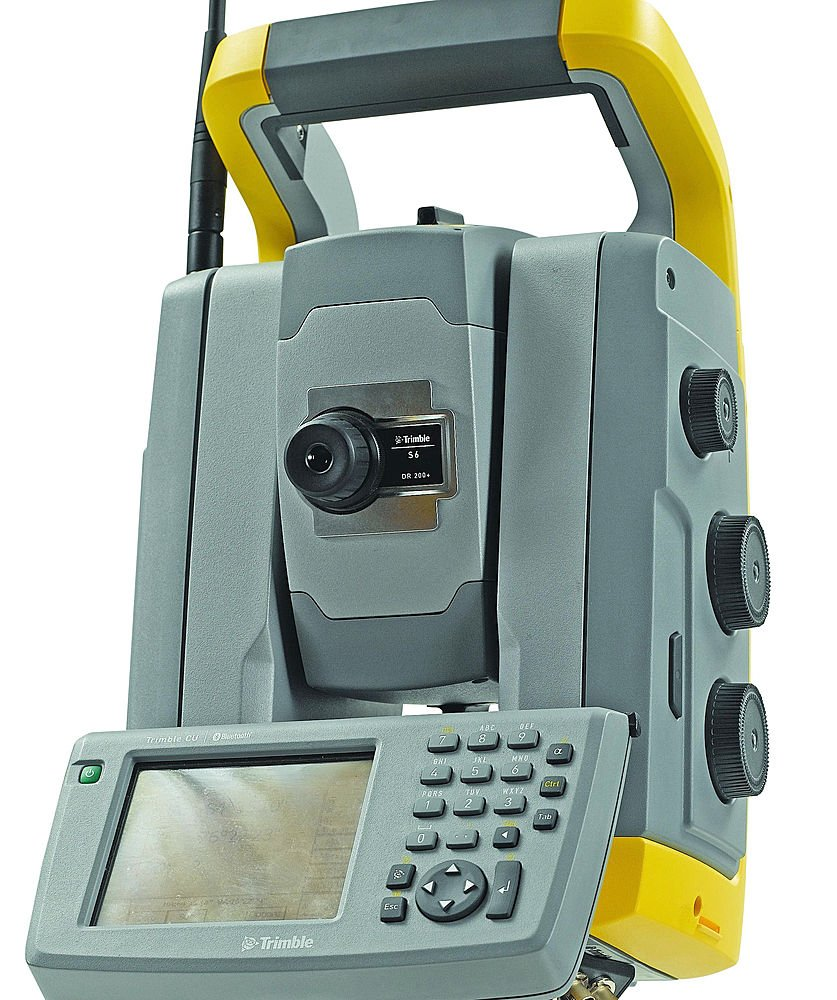
جهاز المحطة المتكاملة

المحطة الشاملة المساحية أو المحطة الشاملة أو جهاز المحطة المتكاملة (بالإنجليزية: Total Station)‏ أو المحطة الشاملة هو جهاز بصري إلكتروني للرصد المساحي الأرضي يجمع بين عدة أجهزة في محطة واحدة، فهو يجمع بين مزواة إلكترونية لقياس الزوايا الأفقية والرأسية، وجهاز قياس المسافات إلكترونيًا (Electronic Distance Measurement، تُختصر إلى EDM)، وحاسوب مدمج على اللوحة لجمع البيانات وإجراء حسابات التثليث.

## مسميات هذا الجهاز

### العربية
- المحطة المتكاملة
- المحطة الكلية
- التوتال ستيشن (وهو الاسم الشائع)
- المزواة
- محطة الرصد المتكاملة أو الشاملة
- أجهزة القياس الإلكتروني
- الديستومات (أو وحدة القياس الإلكتروني للمسافات)، وذلك بالنسبة للوحدات التي تثبت على الثيودوليت.

### الإنجليزية
- (Total station (TS
- EDM) Electromagnetic or Electronic Distance Measurement)
- Electronic Tacheometer
- Distomat في حالة الأجهزة التي تثبت على الثيودوليت

## خصائص الجهاز
"هذا الجهاز هو نتاج تطورات عديدة ومتلاحقة في مجال الفيزياء والبصريات، فضلا عن تقنيات القياسات المساحية حيث بدأت الدراسات المكثفة لإنتاج الطراز الأول من هذه الأجهزة في وقت مبكر من القرن العشرين. ثم بدأت في الانتشار مع الحرب العالمية الثانية.
وتعتمد هذه الأجهزة على القياس الكهرومغناطيسي للمسافات من خلال موجة قياس تنبعث من الجهاز متجهة إلى العاكس الذي يردها مرة أخرى للجهاز الذي يقوم بدوره بحساب المسافة التي قطعها الشعاع بمعلومية سرعة الموجة وزمن الارتداد.
بدأ استخدام هذه الأجهزة منفردة لقياس المسافة بين نقطتين بوضع جهاز توليد الأشعة على النقطة الأولى والعاكس على النقطة الثانية حيث كان يتم استبدال وحدة توليد الأشعة بجهاز الثيودوليت لقياس الزوايا والاتجاهات المطلوبة لإتمام العمل المساحي.
أمكن بعد ذلك تثبيت وحدة توليد أشعة على جهاز ثيودوليت بوسائل تثبيت خاصة ليتم قياس كلا من المسافات والزوايا في نفس الوقت وكانت تعرف وحدة قياس المسافة في ذلك الوقت بـ «الديستومات Distomat».
بعد ذلك أمكن دمج الديستومات داخل جهاز الثيودوليت لينتج ما نعرفه اليوم بالتوتال ستيشن. فيما يتعلق بالمسميات المختلفة للجهاز فهناك بعض الدول الأوروبية تسمي هذا الجهاز «التاكيومتر الإلكتروني» Electronic Tacheometer نسبة إلى أجهزة التاكيومتر التي كانت شائعة الاستخدام قبل انتشار الأجيال الحديثة من التوتال ستيشن.
أجهزة من نفس النوع تستخدم لقياس المسافات الطويلة (30 كم فأكثر) ولكن تعتمد على الموجات المتناهية في القصر Microwave مثل الجيوديمتر Geoidmeter والتليورومتر Tellurometer والميكروفيكس Microfix وغيرها.
يمكن استخدام جهاز Total Station في مختلف التطبيقات المساحية ومن بينها عمليات الرفع والتوقيع /التسقيط/ وكذلك إجراء الميزانية وضبط المضلعات وحساب المساحات وهذا الجهاز يستخدم كذلك في أعمال الطرق وغير ذلك العديد من التطبيقات
أما ما يخص الأوامر والتعليمات الخاصة المستخدمة في هذا الجهاز فإنها تختلف من حهاز إلى جهاز آخر وذلك تبعاُ للشركة الصانعة.
تمتاز أجهزة قياس المسافات والزوايا إلكترونيا بأنها عبارة عن وحدة واحدة لقباس كلا العنصرين، والمحطة الشاملة من الأجهزة الحديثة التي يعتمد عليها في الأعمال المساحية وهو مزود بوحدة ميكروكومبيوتر لها إمكانيات كبيرة في التعامل مع عدة برامج حقلية وإعطاء نتائجها على شاشة الجهاز أو أي وسيلة لإخراج البيانات بالإضافة إلى وحدات التخزين الكبيرة الموجودة بالجهاز (كارت الذاكرة). جهاز المحطة المتكاملة يدمج بين القائس الالكترني (التيودوليت الإلكتروني) الذي يقوم بقياس الزوايا والمسافات مع برنامج على الحاسوب.
بواسطة هذا الجهاز نستطيع قياس الزوايا والمسافات بين نقطة التمركز (محطة الوقوف) والنقاط الأخرى المراد رصدها.
و ثم بواسطة طريقة التثليث (Triangulation) نستطيع حساب الإحداثيات (X,Y,Z) لكل نقطة مرصودة.
بعض أجهزة المحطة المتكاملة مجهزة ب GPS
وجهاز المحطة المتكاملة في أبسط صورة له كما تمت الصياغة."

## الوظائف والامكانيات

### قياس الزاوية
تقيس معظم أدوات المحطات الكلي الزوايا عن طريق المسح الكهروضوئي للرموز الشريطية الرقمية الدقيقة للغاية المحفورة على أسطوانات زجاجية دوارة أو أقراص داخل الجهاز. أفضل المحطات الكلية ذات الجودة العالية قادرة على قياس الزوايا حتى 0.5 ثانية قوسية. يمكن أن تقيس المحطات الكلية غير المكلفة "للاستخدامات الانشائية" عمومًا زوايا تصل إلى 5 أو 10 ثوان قوسية.

### قياس المسافة
يتم قياس المسافة بإشارة حاملة للأشعة تحت الحمراء معدلة ، يتم إنشاؤها بواسطة باعث صغير للحالة الصلبة داخل المسار البصري للجهاز، وينعكس بواسطة عاكس منشوري (البريزم ) او الجسم المرصود. يتم قراءة الإشارة العائدة من العاكس او الجسم المرصود وتفسيرها بواسطة الكمبيوتر في محطة الرفع الكلي. يتم تحديد المسافة من خلال إرسال واستقبال ترددات متعددة ، وتحديد العدد الصحيح للأطوال الموجية للهدف لكل تردد . تستخدم معظم المحطات الكلية عاكسات المنشور الزجاجي (البريزم) المصممة لغرض استقبال وعكس إشارة EDM.
يمكن للمحطات الكلية النموذجية قياس المسافات التي تصل إلى 1500 متر (4900 قدم) بدقة تبلغ حوالي 1.5 ملم (0.059 بوصة) ± 2 جزء في المليون.
يمكن لبعض محطات الكلية غير العاكسة (بدون بريزم ) قياس المسافات إلى أي جسم فاتح اللون بشكل معقول ، حتى بضع مئات من الأمتار .

### التعامل مع الاحداثيات
يمكن تحديد إحداثيات نقطة غير معروفة بالنسبة إلى إحداثي معروف باستخدام المحطة الكلية طالما يمكن إنشاء خط رؤية مباشر بين النقطتين. تُقاس الزوايا والمسافات من المحطة الإجمالية إلى النقاط قيد المسح ، وتُحسب إحداثيات ( X ، Y ، و Z ؛ أو الشرق ، والشمال ، والارتفاع ) للنقاط التي تم مسحها بالنسبة إلى موقع المحطة الكلية باستخدام حساب المثلثات والتثليث .
لتحديد موقع مطلق، تتطلب المحطة الكلية رصد خط البصر ويمكن إعدادها عبر نقطة معروفة أو مع خط رؤية لنقطتين أو أكثر مع موقع معروف، يسمى التمركز الحر.
لهذا السبب، تحتوي بعض المحطات الكلية أيضًا على مستقبل نظام الملاحة العالمي عبر الأقمار الصناعية ولا تتطلب خط رؤية مباشرًا لتحديد الإحداثيات. ومع ذلك، قد تتطلب قياسات GNSS فترات احتلال أطول وتقدم دقة ضعيفة نسبيًا في المحور الرأسي.

### معالجة البيانات
تتضمن بعض النماذج تخزينًا داخليًا للبيانات الإلكترونية لتسجيل المسافة والزاوية الأفقية والزاوية الرأسية المقاسة ، بينما تم تجهيز نماذج أخرى لتخزين هذه القياسات إلى مجمع بيانات خارجي ، كجهاز كمبيوتر بحجم اليد .
عندما يتم تنزيل البيانات من المحطة الكلية على جهاز كمبيوتر، يمكن استخدام برامج حاسوبية لحساب النتائج وإنشاء خريطة للمنطقة التي تم مسحها. يمكن أيضًا للجيل الأحدث من المحطات الكلية إظهار الخريطة على شاشة اللمس الخاصة بالجهاز فور قياس النقاط.

## التطبيقات
تستخدم المحطات الكلية بشكل أساسي من قبل مساحي الأراضي والمهندسين المدنيين ، إما لتسجيل المعالم كما هو الحال في المسح الطبوغرافي أو لتحديد المعالم (مثل الطرق أو المنازل أو الحدود). يتم استخدامها أيضًا من قبل علماء الآثار لتسجيل الحفريات ومن قبل الشرطة ومحققو مسرح الجريمة وأخصائيي إعادة بناء الحوادث الخاصة وشركات التأمين لأخذ قياسات للمشاهد.

### التعدين
المحطات الكلية هي أداة المسح الأولية المستخدمة في مسح التعدين .
يتم استخدام المحطة الكلية لتسجيل الموقع المطلق لجدران النفق والسقوف والأرضيات حيث الانجرافات في المنجم تحت الأرض يتم تحريكها . يتم بعد ذلك تنزيل البيانات المسجلة في برنامج CAD ، ومقارنتها بالتخطيط المصمم للنفق .
يقوم فريق المساحة بتثبيت محطات التحكم على فترات منتظمة. وهي عبارة عن مقابس صغيرة من الصلب يتم تثبيتها في زوجين في ثقوب تم حفرها في الجدران أو الخلفية. بالنسبة لمحطات الحائط ، يتم تثبيت قابسين في الجدران المقابلة، مكونة خطًا عموديًا على الانجراف. بالنسبة لمحطات الخلفية، يتم تثبيت قابسين في الخلف، مكونة خطًا موازيًا للانجراف .
يمكن استخدام مجموعة من المقابس لتحديد موقع التوتال ستيشن المثبت في الانجراف أو النفق عن طريق معالجة القياسات عن طريق التقاطع intersection والتقاطع العكسي resection .

### الإنشاءات الميكانيكية والكهربائية
أصبحت المحطات الكلية أعلى معيار لمعظم أشكال تخطيط البناء.
غالبًا ما يتم استخدامها في تحديد مواقع فتحات المرافق في الأساسات و بين طوابق المباني، وكذلك فتحات الأسقف.
نظرًا لأن المزيد من وظائف البناء التجارية والصناعية أصبحت تتمحور حول نمذجة معلومات البناء (BIM) ، فإن إحداثيات كل أنبوب وماسورة ودعامات مجارى وشماعات متوفرة بدقة رقمية.

### الأرصاد الجوية
يستخدم خبراء الأرصاد أيضًا المحطات الكلية لتتبع بالونات الطقس لتحديد رياح العليا . بمعرفة متوسط معدل صعود منطاد الطقس المعروف أو المفترض ، يتم استخدام التغيير في قراءات السمت والارتفاع التي توفرها المحطات الكلية ومن خلال تتبع منطاد الطقس بمرور الوقت لحساب سرعة الرياح واتجاهها على ارتفاعات مختلفة. بالإضافة إلى ذلك ، يتم استخدام المحطات الكلية لتتبع بالونات السقف لتحديد ارتفاع طبقات السحب. غالبًا ما تُستخدم بيانات الرياح العليا للتنبؤ بطقس الطيران وإطلاق الصواريخ .

## أجزاء الجهاز
- جهاز المحطة الشاملة لقياس المسافات والزوايا إلكترونياً.
- وحدة تخزين البيانات PCM CIA card
- جهاز حاسب آلي حقلي لعمل الحسابات المساحية باستخدام برامج جاهزة لهذا الغرض
- وحدة إسقاط ورسم الخرائط إلكترونياً طبقاً للبيانات المساحات التي حسبت وضبطت بواسطة الحاسب الآلي
- تلسكوب
- بطارية
- ذاكرة الخارجية
- مدخل يو اس بي
- شاشة ولوحة ازرار
- مفاتيح الزوم والسيموليشن